# 黄菖蒲

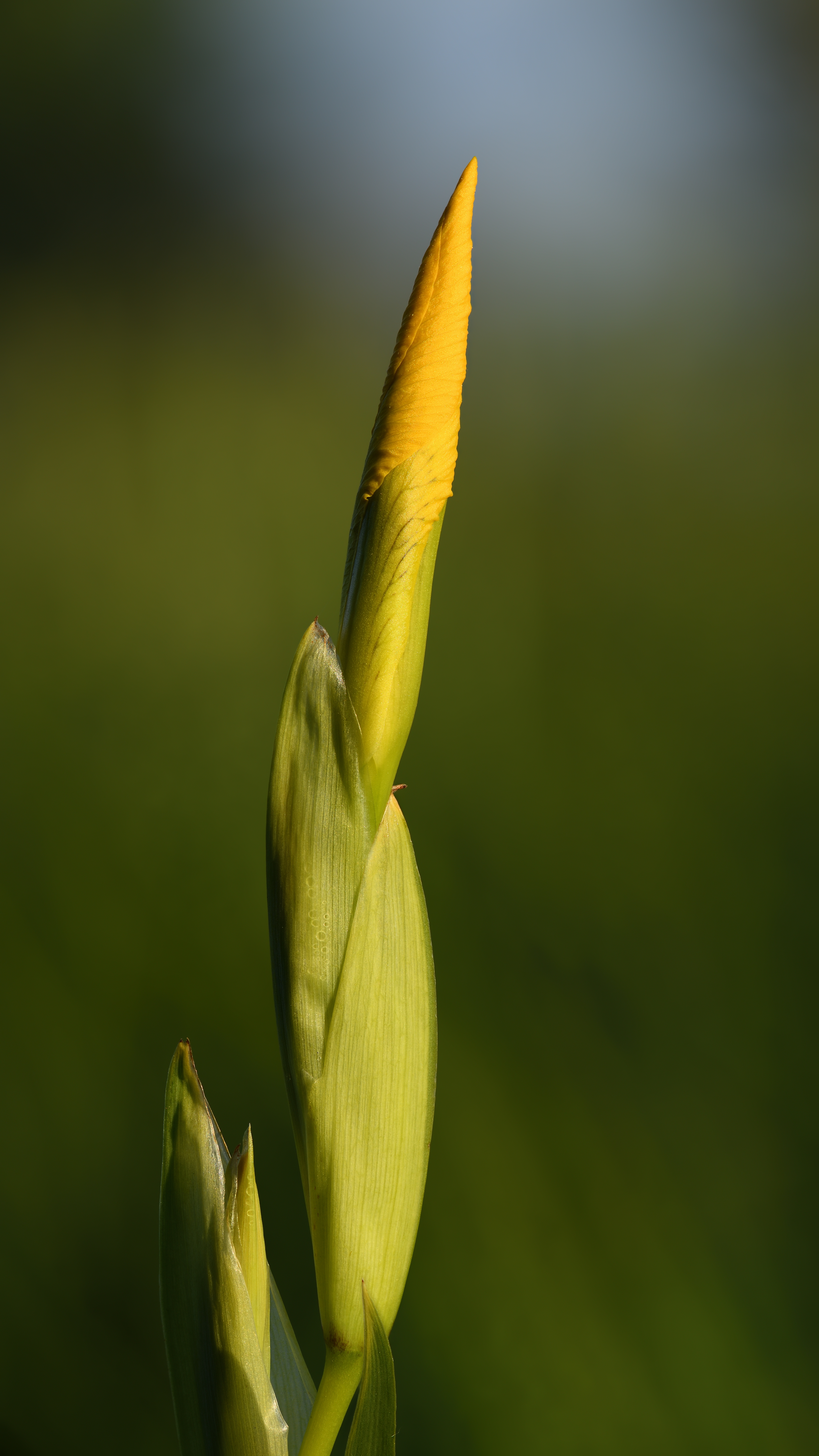
花蕾

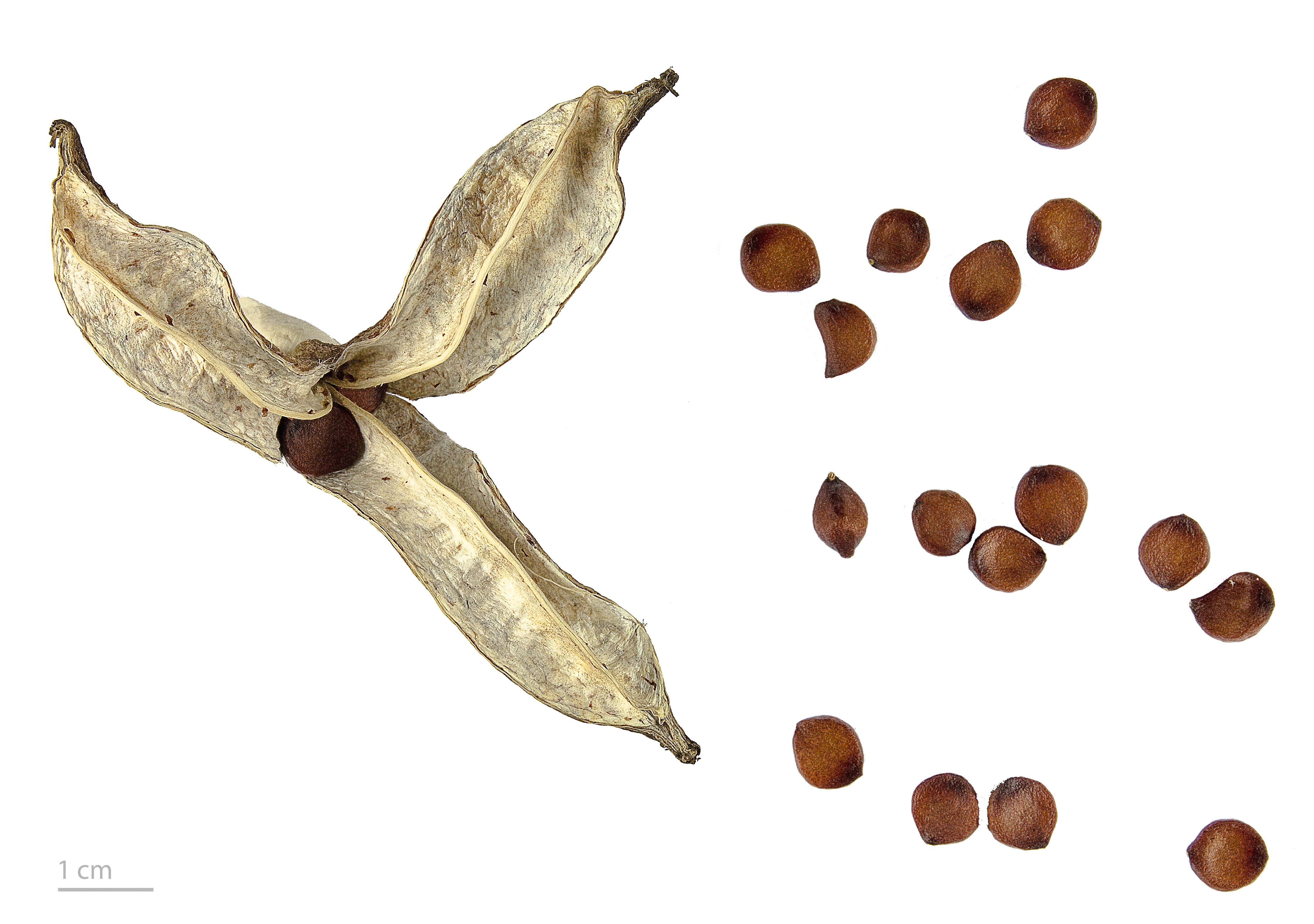
種子

黄菖蒲（学名：Iris pseudacorus）是鸢尾科鸢尾属的植物。分布在欧洲以及中国等地，目前已由人工引种栽培。

## 参考文献

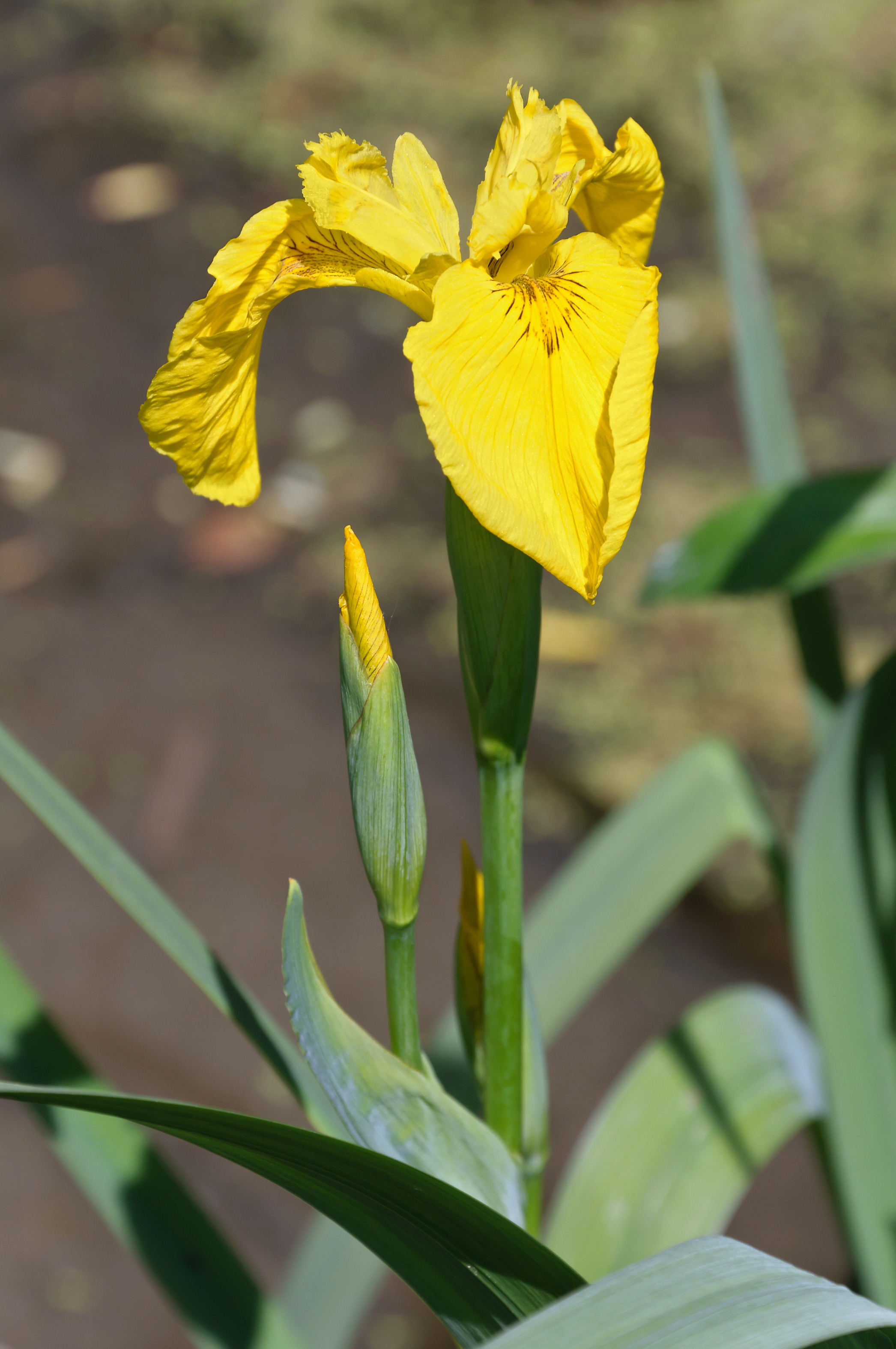
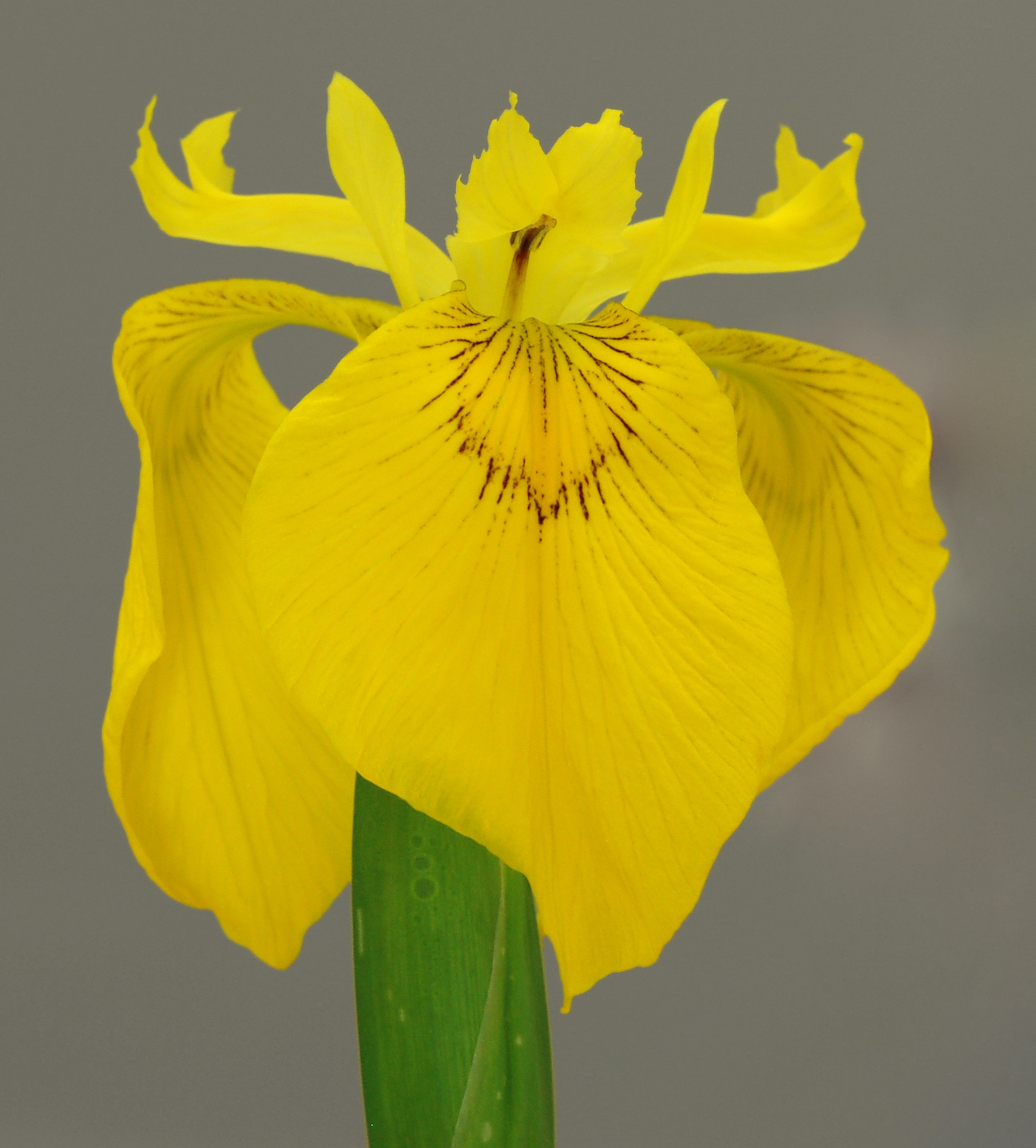
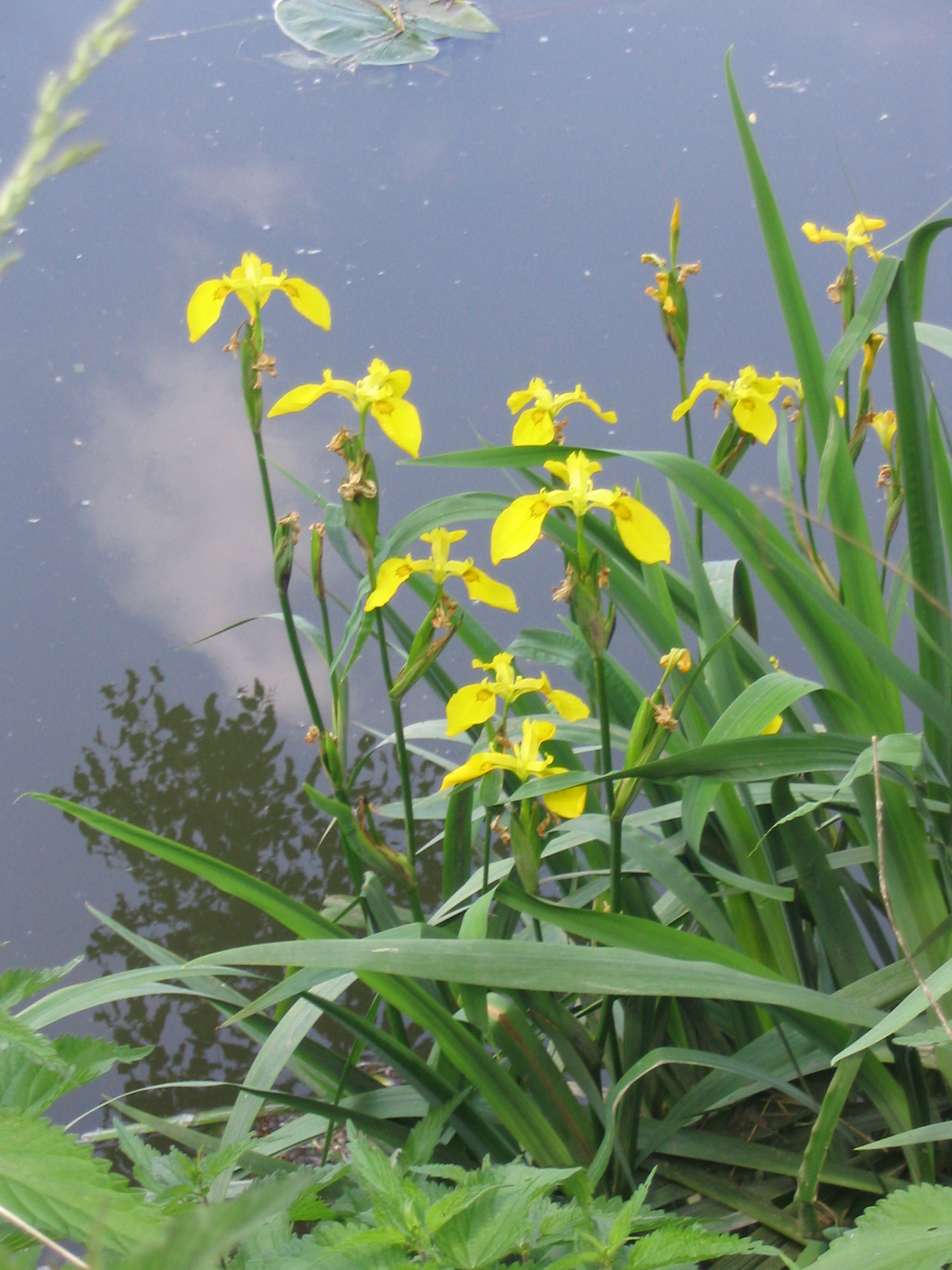
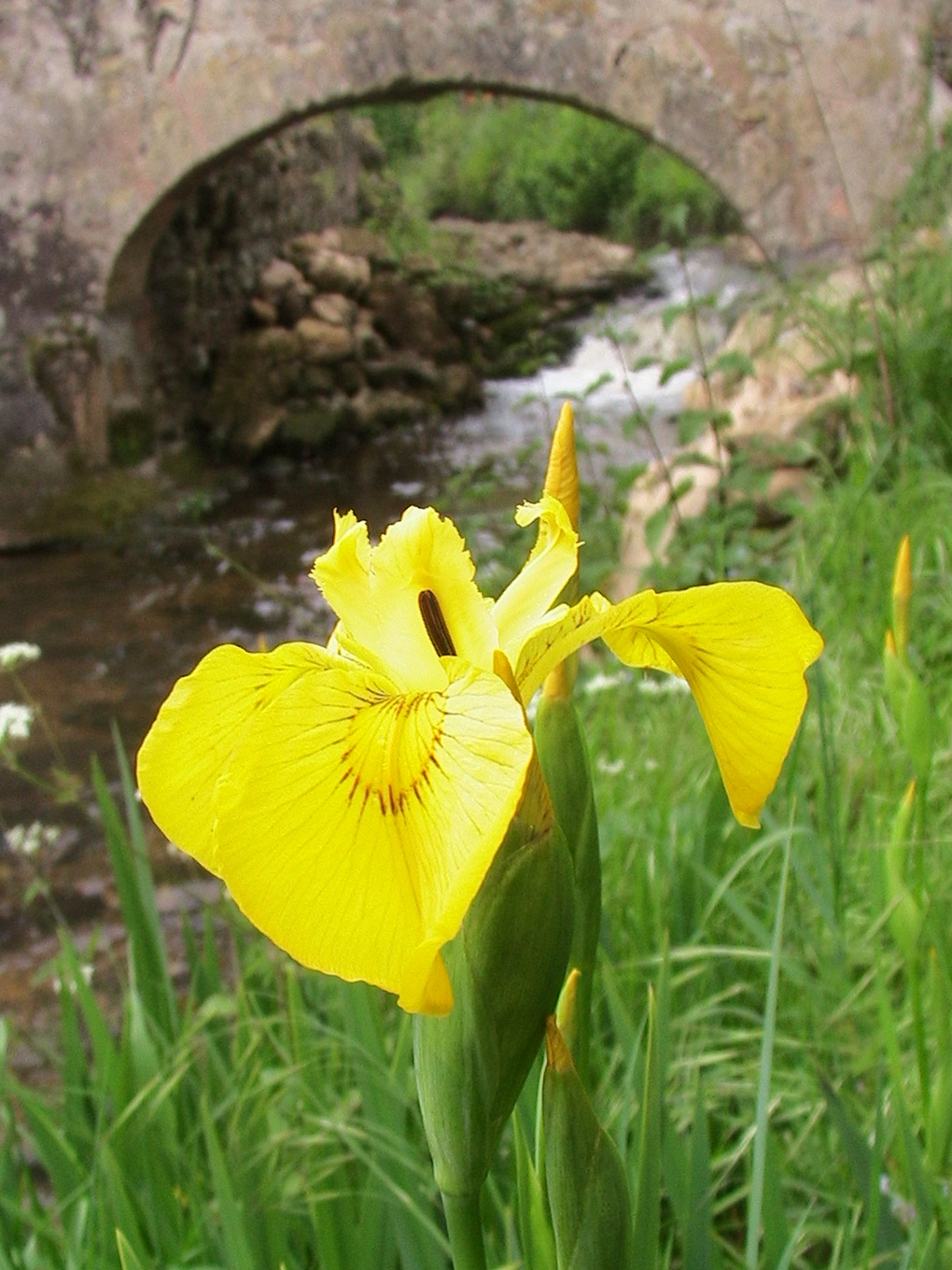
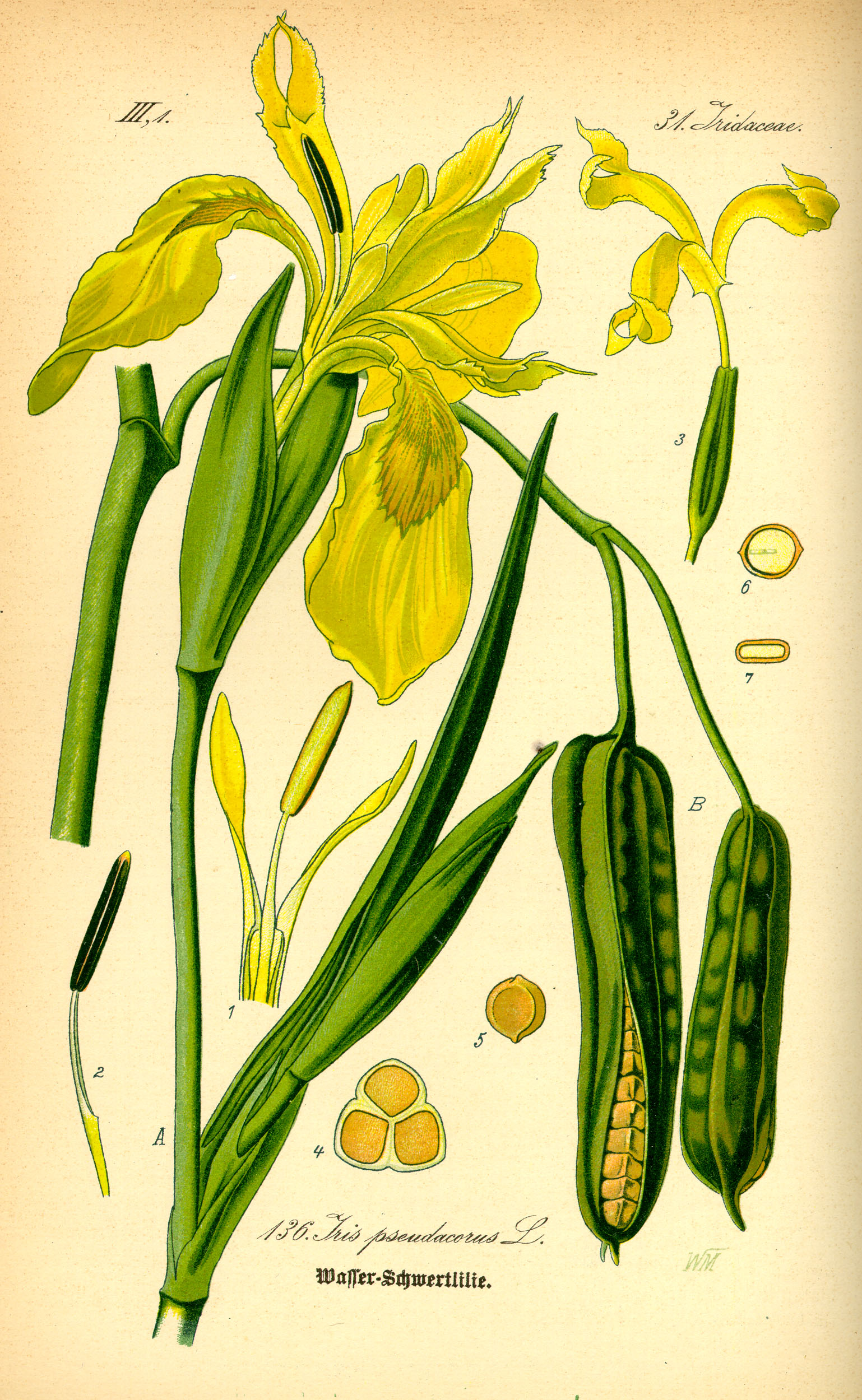
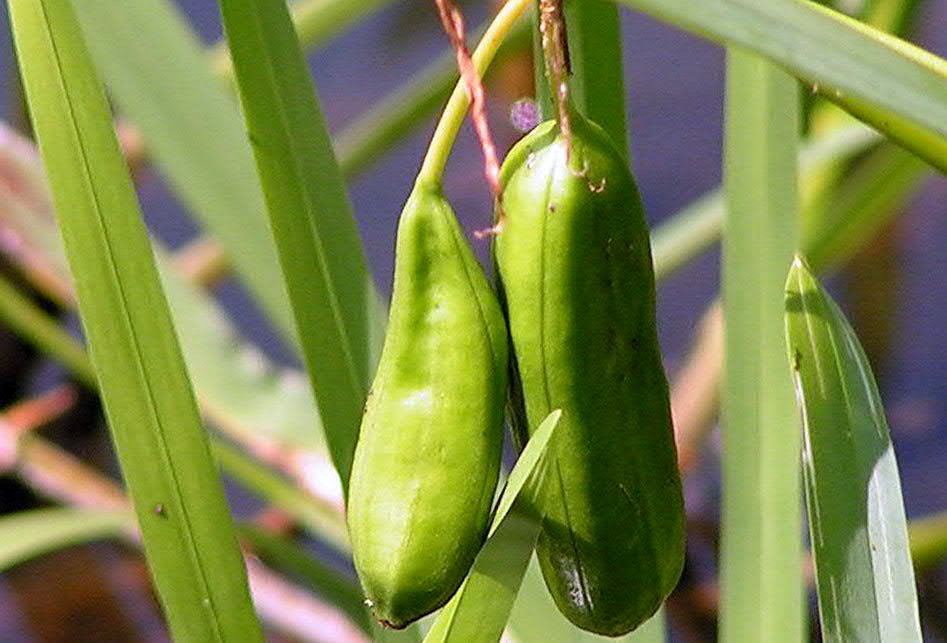

## 别名
黄鸢尾（庐山植物园栽培植物手册）